# Nuragus (cépage)

Carte de la commune de Nuragus, en Sardaigne.

Le nuragus (blanc de Sardaigne en français) est un cépage cultivé traditionnellement en Sardaigne, et particulièrement dans la région de Cagliari. Cépage à l'origine de l'appellation Nuragus di Cagliari (DOC). En dehors de l'Italie, il est quasiment inconnu dans les autres pays viticoles.

## Caractéristiques
Sa résistance à la sécheresse et sa robustesse lui permettent d'être productif sur tout type de sol. Ses grappes, à maturité, sont de taille moyenne et sa couleur varie du vert-blanc au jaune doré.
Il donne généralement un vin riche, capiteux, rond et puissant. Pourvu d'une bonne acidité, il permet la production de blanc sec et moelleux, d'effervescent et de vermouth. Les notes aromatiques varient entre les agrumes et les épices. Généralement fruités et floraux, ce sont des vins qui se boivent facilement en apéritif.